# 红岩乡 (南江县)
红岩乡，是中华人民共和国四川省巴中市南江县曾经下辖的一个乡。2019年12月，撤销红岩乡，原红岩乡双寨村、石庄村所属行政区域为关路镇的行政区域，红岩社区、黑岩村、云光村、鞍坪村、红寨村所属行政区域划归赶场镇管辖。

## 行政区划
红岩乡撤销前下辖以下地区：
黑岩村、石庄村、双寨村、云光村、鞍坪村和红寨村。